# Anadevidia
Anadevidia é um gênero de traça pertencente à família Arctiidae.

## Espécies
- Anadevidia agramma
- Anadevidia fumifera Graeser, 1889
- Anadevidia hebetata Butler, 1889
- Anadevidia inchoata Walker, 1865
- Anadevidia peponis Fabricius, 1775